# فولكس فاجن كونسليشن

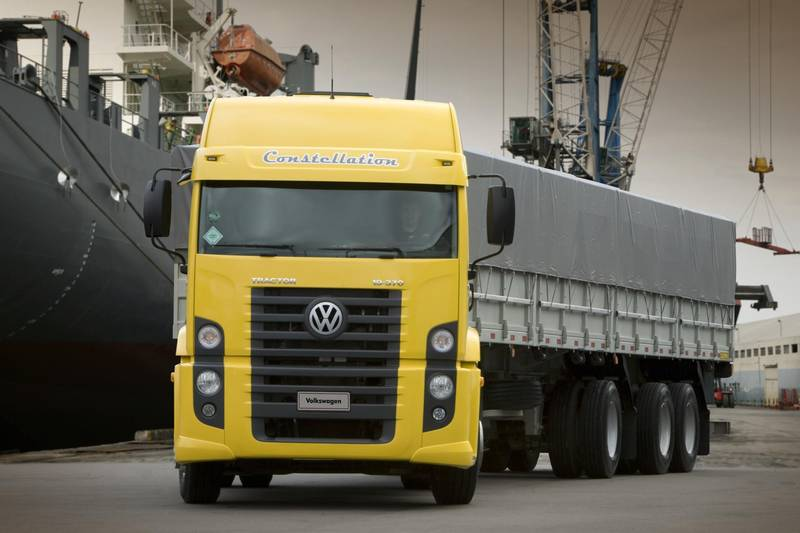

فولكس واجن كونسليشن هي شاحنة تنتجها شركة فولكس واجن للشاحنات والحافلات التابعة لشركة مان. تنتج هذه الشاحنة منذ العام 2005 وتستطيع حمل حمولة تبلغ 13-57 طن. تنتج الشاحنة في في ريزندي، ريو دي جانيرو بالبرازيل.